# Castell de Faidella
El Castell de Faidella fou un castell medieval situat en el poble de Faidella, del terme municipal d'Abella de la Conca, (Pallars Jussà), declarat Bé cultural d'interès nacional en la categoria de Zona arqueològica.

El Castell de Faidella, respecte del terme d'Abella de la Conca

Estava situat al capdamunt de la Sadella de Ca l'Arte, un penyal allargassat situat a ponent i damunt de Faidella. S'hi accedeix per un corriol que des de Faidella emprèn el coster pel vessant nord.
Es conserva un recinte de forma rectangular amb quatre cambres. El conjunt fa 6,5 per uns 18 metres. Als dos extrems hi ha dues habitacions similars, quadrades, mentre que les del mig devien ser una de sola originalment, similar a les anteriors, però migpartida més tardanament. Els murs interiors fan mig metre d'ample, mentre que els exteriors, el doble. La tècnica constructiva és de pedres calcàries treballades, de mida gran i mitjana, amb pedres més petites que fan de falca per tal de consolidar la paret, que no té cap mena de morter. L'accés és a ponent, en un retall de roca. A la part inferior de la roca hi ha altres restes de murs, possiblement d'altres construccions auxiliars i de defensa.

## Etimologia
Aquest castell duu el nom de la caseria on es troba, i del qual podria ser l'origen.